# 路易·戈莫特
路易·布勒·戈莫特（Louie Buller Gohmert；1953年8月18日—）是美國共和黨的一位政治人物。自2005年開始，他是德克薩斯州第一選區選出的美國眾議院議員；他會在第118屆國會時（2023年初）從眾議院退休。戈莫特是一位德國人後裔。